# Pseudobiceros bedfordi
Pseudobiceros bedfordi is een platworm (Platyhelminthes). De worm is tweeslachtig. De soort leeft in het zoute water. De wetenschappelijke naam van de soort werd voor het eerst geldig gepubliceerd in 1903 door Laidlaw als Pseudoceros bedfordi.